# Olujimi Jolaoso

Olujimi Jolaoso  es un diplomático nigeriano retirado.
De 1939 a 1944 visitó el Igbobi College, en:Yaba, Lagos.
1947 estudió en el Colegio Superior en Yaba.
De 1948 a 1951 estudió en el University College de Ibadan.
De 1951 a 1952 estudió Magisterio en la University of London.
De 1952 a 1954 fue empleado como profesor en el Igbobi College.
En 1954 fue education officer (oficial de la educación) en la Región Occidental de Nigeria
De 1954 a 1955 fue profesor en la Queen Ede Secondary School en Benin City.
En 1956 fue profesor en la Escuela de Magisterio del gobierno en en:Abraka, (Government 
Teacher Training College hoy en:Delta State University, Abraka) 
y profesor de la en:Government College, Ibadan (Colegio estatal de Ibadan).
En 1958 entró en el servicio exterior de Nigeria.
De 1958 a 1959 estudió Relaciones Internacionales en la The Queen's College (Oxford).
De 1961 a 1962 fue jefe de Protocolo del Ministerio de Asuntos Exteriores.
Desde mayo hasta el 22 de diciembre de 1962 estuvo empleado en la Alta Comisión en Londres.
A mediados de octubre de 1962, el Secretario Permanente del Ministerio de asuntos exteriores, en su camino a Nueva York hizo escala en Londres para informar Olujimi Jolaosome que las nuevas disposiciones contables se habían completado en Lagos y él era transferir a Leopoldville,  antes de la Navidad de había muy gran urgencia para mí de seguir como mi colega allí, Omotayo Ogunsulire, estaba muy cansado, dada la situación política en la que había estado trabajando. En ese momento, el primer embajador nigeriano había sido nominado a Leopoldville y esto fue realmente la razón por la que mi predecesor tuvo que abandonar, después de haber dirigido la misión en calidad de actuación desde que se estableció. Así que, me dispuse a salir de Londres el 22 de diciembre, a través de Bruselas a Leopoldville. El tono de urgencia impartida por la Permanente Secretario, sin embargo, resultó ser totalmente falso, como mi colega pasó un mes entero después de mi llegada a Leopoldville, y no creen que el mismo historia acerca de su cansancio.
Del 22 de diciembre de 1962 a 1965 fue embajador en Leopoldville.
De 1965 a 1966 fue cónsul general en Nueva York.
Del 29 de julio de 1966 a 1968 fue embajador en Bonn.
De 1968 a 1973 fue embajador en Monrovia también alto comisionado para Freetown (Sierra Leona).
De 1973 a 1977 fue director de Departamentos, Sede central en Lagos.
El 11 de agosto de 1977 fue designado embajador en Washington, D C donde quedó acreditado del 07 de octubre de 1977 a agosto de 1980.
| Predecesor: Omo Tayo Ogunsulire      | Anexo:Embajadores de Nigeria en la República Democrática del Congo 141, Boulevard du 30 Juin, Kinshasa 22. diciembre de 1962 a 1964  | Sucesor: Kabiru Bayero 1970-1974: Gbadebo Oladeinde George 2003:Ahmed Mohammed Kele 2007:Onuorah Jonikul Obodozie 2007:Grant Ehiobuche |
| Predecesor: Michael Emeribe Ejimofor | Anexo:Embajadores de Nigeria en Alemania 29 de julio de 1966 a 1968                                                                  | Sucesor: Adedokun Abiodun Haastrup |
| Predecesor:                          | Anexo:Embajadores de Nigeria en Liberia 1968 a 1973                                                                                  | Sucesor: Christopher Olayiwola Hollist (1926-1979) Joshua Iroha                                                                        |
| Predecesor: Edward Olusola Sanu      | Anexo:Embajadores de Nigeria en los Estados Unidos designado:11 de agosto de 1977 acreditado: 07 de octubre de 1977 - agosto de 1980 | Sucesor: Mike Tyovenda Gbashah |